# 松平乗穏
松平 乗穏（まつだいら のりやす）は、江戸時代中期の大名。三河国奥殿藩3代藩主。真次流大給松平家6代。官位は従五位下・石見守。

## 生涯
元文4年（1739年）3月22日、江戸で誕生。父は大伝馬町名主で、大給松平家の血を引く馬込勘解由興承。寛保2年（1742年）に2代藩主・松平盈乗が死去したため、養子として家督を継いだ。しかし幼少のため、義父の太田資俊の補佐を受けた。宝暦5年（1755年）12月18日、従五位下・石見守に叙位・任官する。
藩政では藩財政難のため、宝暦3年（1753年）に倹約令を出し、家臣の知行を借上し、宝暦9年（1759年）には税制を定免法に改め、明和2年（1765年）には借金を20年かけて返済する方法を採用するなど、積極的な藩政改革を行なった。しかし宝暦6年（1756年）と宝暦9年（1759年）に日光祭祀奉行、宝暦8年（1758年）4月に江戸城馬場先門番、明和5年（1768年）から安永8年（1779年）まで大番頭、明和5年（1768年）6月と安永5年（1776年）の大坂加番など要職を歴任した上、千曲川の水害、宝暦4年（1754年）の年貢減免一揆、明和5年（1768年）の江戸屋敷類焼など出費が激しく、財政改革は効果がなかった。
天明2年（1782年）11月21日、家督を次男・乗友に譲って隠居する。天明3年（1783年）4月9日、江戸で死去した。享年45。

## 系譜
父母
- 馬込興承（実父）
- 松平盈乗（養父）

正室
- 芳春院 ー 太田資俊の養女、太田資晴の娘

子女
- 松平乗統（長男）生母は芳春院（正室）
- 松平乗友（次男）生母は芳春院（正室）
- 渡辺綱光（三男） ー 渡辺綱通の養子
- 松平乗尹（四男） ー 松平乗友の養子
- 青山幸賢正室
- 倉橋久幾室
- 築紫孝門正室